# La Bise
Singles de Julien Doré
Waf
(2021)
La Bise est une chanson du chanteur français Julien Doré, parue sur son cinquième album Aimée,. Elle est sortie en tant que single de l'album le 18 août 2021.

## Clip vidéo
Le clip de la chanson est sorti sur YouTube le 18 août 2021,,,.